# Kašna v Mohelnici
Kašna v Mohelnici, nazývaná také Litinová kašna na náměstí Svobody, je památkově chráněná litinová kašna se sochou bohyně Hygie. Nachází se na náměstí Svobody v Mohelnici.

## Historie a popis
Klasicistní kašna v Mohelnici, která je umístěna na vydlážděném náměstí, byla postavena někdy kolem roku 1850 a její ústřední část byla odlita blanenskými železárnami. Kašna, která je jednou z hlavních dominant náměstí Svobody, je památkově chráněna od 3. května 1958 jako nemovitá kulturní památka. Nachází se v nadmořské výšce 278 m. Celolitinová kašna výšky 4,8 m je umístěna v nádrži čtvercového půdorysu, která má hladké kamenné stěny. Komolý kvádrový podstavec sloupu kašny s oválnou rozetou na čelní straně je na bocích doplněn dvěma mušlovými nádobami/mísami umyvadel. Umyvadla leží na konzolách zdobených reliéfy. Další část sloupu kašny má kruhovou základnu s kónickou nohou s plastickými rouškami a rosetami umístěnými pod římsovým prstencem. V další části jsou nahoru se rozšiřující oblouky a na nich výžlabky tvarovaná nádoba/mísa s píšťalami v podhledu. Nad tím ve středu stojí socha ženy - řecké bohyně Hygie (Hygieia), stojící v kontrapostu a oblečené v antickém šatu. Hygie s oběma rukama nad hlavou drží na pravém rameni amforu, na které je umístěna další menší nádoba/mísa, ze které voda padá do velké mísy a odtud dále padá do dolní kamenné nádrže. Některé části sochy jsou zvýrazněny/ozdobeny zlatou barvou. Jednotlivé litinové části jsou k sobě smontovány.

## Další informace
Kašna je celoročně volně přístupná.

## Galerie

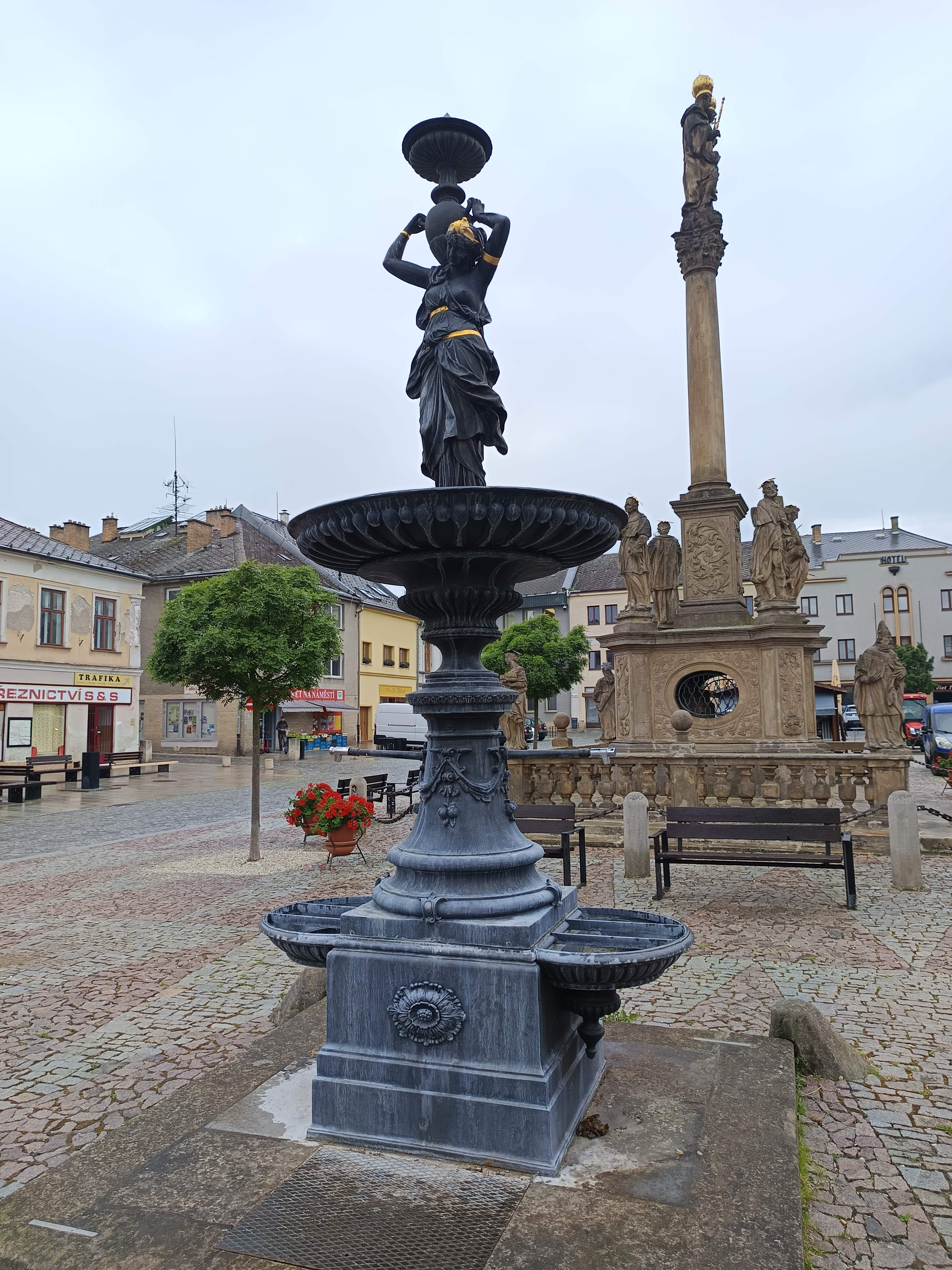
Umístění kašny na náměstí
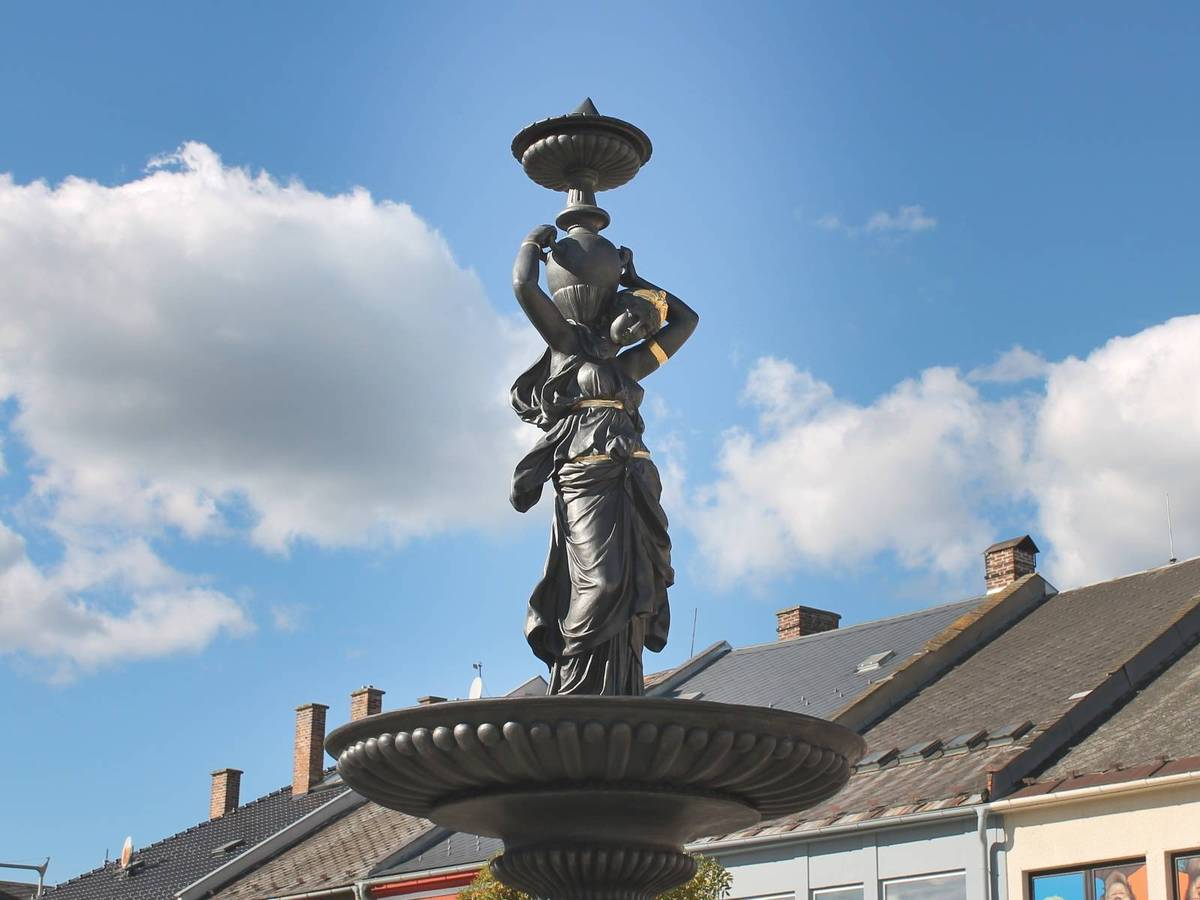
Detail sochy
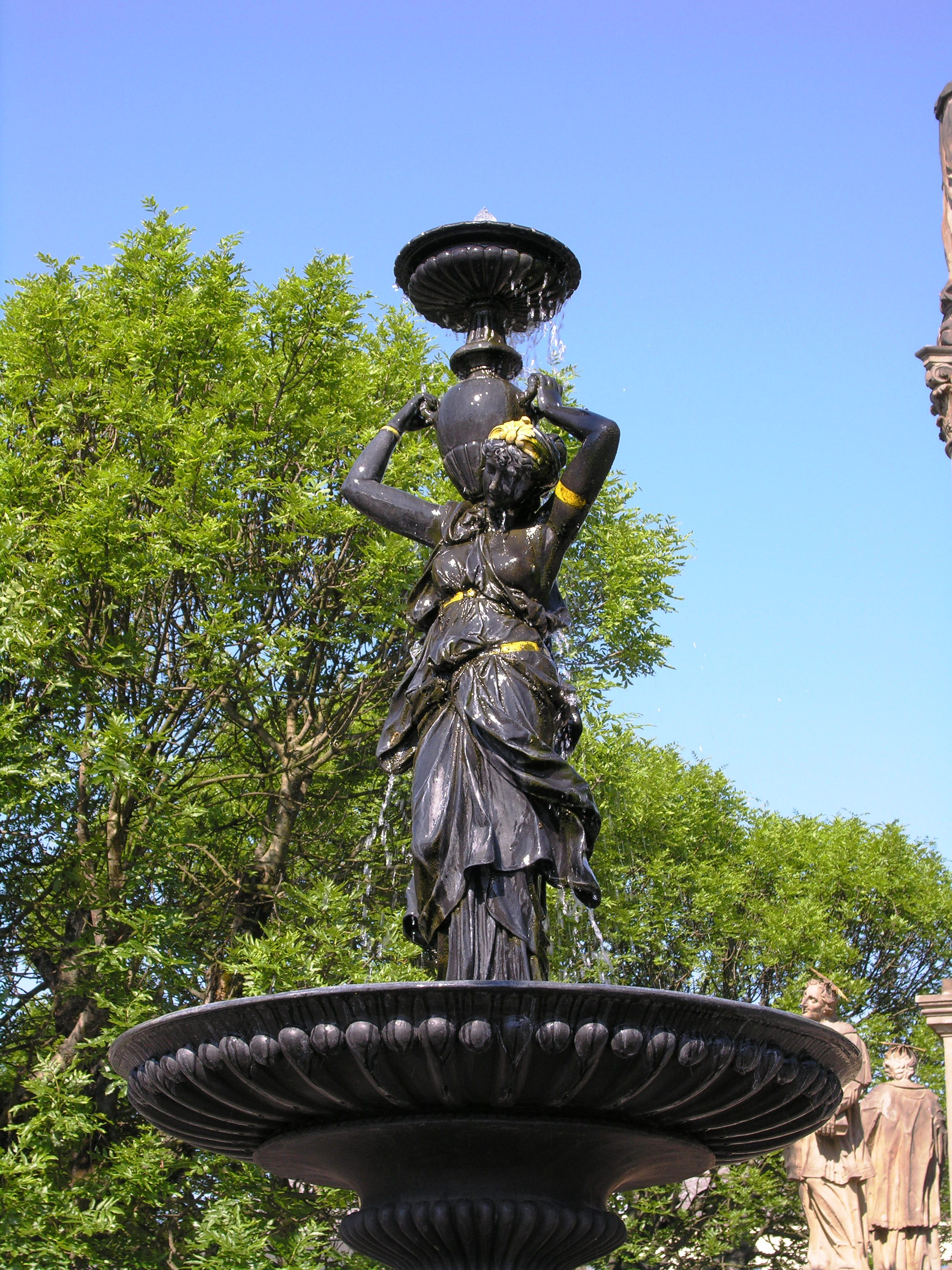
Detail sochy